# Nicolae Picu
Nicolae Picu (n. 1789, Suceava – d. 2 octombrie 1864, Suceava) a fost un violonist român din Ducatul Bucovinei, activ în prima jumătate a secolului al XIX-lea. A avut un rol semnificativ în transmiterea cântecelor populare unor muzicieni profesioniști de talie internaționala (Franz Liszt, Carol Miculi), relevând muzica tradițională românească în lumea muzicală profesionistă cultă a timpului.

## Biografie
S-a născut în 1789 într-o familie de țărani români de prin părțile Sucevei. Din 1801 începe să colinde satele din jurul Sucevei în căutare de contracte (în marea lor majoritate nunți). 
În 1803 începe să fie chemat la curțile boierești, devenind un favorit în special în familia Hurmuzăcheștilor, dar bucurându-se de o primire caldă și în mediile de țărani plugari.
Din 1820, pe timpul verii, începe să își desfășoare activitatea în stațiunea balneoclimaterică Berhomet pe Siret din Bucovina.
În 1848 îl cunoaște pe compozitorul maghiar Franz Liszt la o serată organizată de boierii Ion Mustață și Doxachi Hurmuzachi.  După întâlnirea acestuia cu Nicolae Picu, Liszt începe să scrie „Rapsodia română pentru pian” (1848), alături de piesele culese de la Barbu „Lăutaru`” Stan, adăugând câteva teme din Bucovina („Corăbeasca" sau „Sârba Corăghească”, culeasă de la Picu).
În 1849, compozitorul bucovinean Carol Miculi, elev al lui Frederic Chopin, întocmește o colecție de folclor publicată în Franța („Douze airs nationaux roumains"), bazată în cea mai mare parte pe repertoriul lui Nicolae Picu. Între piesele din repertoriul său, notabile sunt: „Hora cea cu flori la pălărie", „Hora în ghe mol", „Arcanul", „Buciumul" etc. Din 1851, Nicolae Picu îl ia ca discipol pe violonistul Grigore Vindereu.

## Decesul
Moare la data de 2 octombrie 1864 la Suceava, în vârstă de 75 de ani.